# Lasioglossum yakourense
Lasioglossum yakourense är en biart som först beskrevs av Saunders 1908.  Lasioglossum yakourense ingår i släktet smalbin, och familjen vägbin. Inga underarter finns listade i Catalogue of Life.